# لي ديلاريا
لي ديلاريا (بالإنجليزية: Lea DeLaria)‏ هي مغنية وعازفة الجاز وممثلة أمريكية، ولدت في 23 مايو 1958 في الولايات المتحدة. بدأت مشوارها المهني سنة 1993، ومن الجوائز التي نالتها جائزة المسرح العالمي سنة 1998.

## أعمال

### مسلسلات
- البرتقالي هو الأسود الجديد

## جوائز
- جائزة المسرح العالمي (1998)

## وصلات خارجية
- لي ديلاريا على موقع IMDb (الإنجليزية)
- لي ديلاريا على موقع ألو سيني (الفرنسية)
- لي ديلاريا على موقع ميوزك برينز (الإنجليزية)
- لي ديلاريا على موقع أول موفي (الإنجليزية)
- لي ديلاريا على موقع قاعدة بيانات برودواي على الإنترنت (الإنجليزية)
- لي ديلاريا على موقع أول ميوزيك (الإنجليزية)
- لي ديلاريا على موقع ديسكوغز (الإنجليزية)
- لي ديلاريا على موقع قاعدة بيانات الفيلم (الإنجليزية)
- لي ديلاريا على موقع كينوبويسك (الروسية)